# Resultados do Carnaval de Campos dos Goytacazes em 2012
Em 2012, O "Campos Folia", como é conhecido o Carnaval de Campos, teve como tema "Tributo a Rubens Pereira". Esta é uma lista de resultados.

## Escolas de samba (Grupo  Único)
| Pos | Escolas            | Pts           | Classificação ou rebaixamento | Ref   |
| --- | ------------------ | ------------- | ----------------------------- | ----- |
| 1   | Ururau da Lapa     | 192,7         | Campeã de 2012                | [ 1 ] |
| 2   | Mocidade Louca     | 192           | Grupo Especial em 2013        | [ 1 ] |
| 3   | Ás de Ouro         | 183,7         | Grupo Especial em 2013        | [ 1 ] |
| 4   | Madureira do Turfe | 180,6         | Grupo Especial em 2013        | [ 1 ] |
| 5   | União da Esperança | 179,5         | Grupo Especial em 2013        | [ 1 ] |
| 6   | Onça do Samba      | 178,3         | Grupo de acesso em 2013       | [ 1 ] |
| 7   | Amigos da Farra    | 176,7         | Grupo de acesso em 2013       | [ 1 ] |
| 8   | Boi Sapatão        | 159           | Grupo de acesso em 2013       | [ 1 ] |
| 9   | Império da Baixada | 111,6         | Grupo de acesso em 2013       | [ 1 ] |
|     | Cidade Luz         | Hours concurs | Hours concurs                 | [ 2 ] |

## Blocos
| Pos | Escolas                  | Pts   | Classificação ou rebaixamento | Ref   |
| --- | ------------------------ | ----- | ----------------------------- | ----- |
| 1   | Os Psicodélicos          | 192,7 | Campeã de 2012                | [ 3 ] |
| 2   | Caprichosos de Guarus    | 192   | Grupo Especial em 2013        | [ 3 ] |
| 3   | União Feliz              | 153   | Grupo Especial em 2013        | [ 3 ] |
| 4   | Castelo do Parque Aurora | 151   | Grupo Especial em 2013        | [ 3 ] |
| 5   | Chuva de Ouro            | 150   | Grupo Especial em 2013        | [ 3 ] |
| 6   | Juventude da Baleeira    | 137,3 | Grupo de acesso em 2013       | [ 3 ] |
| 7   | Bruc                     | 118,3 | Grupo de acesso em 2013       | [ 3 ] |